# Qian Nengxun
Qian Nengxun (ur. 1869, zm. 1924) – chiński polityk, w latach 1918–1919 tymczasowy premier rządu Republiki Chińskiej, w latach 1917–1919 minister spraw wewnętrznych.

## Życiorys
Urodził się w 1869 roku.
1 grudnia 1917 objął urząd po Tang Hualongu funkcję ministra spraw wewnętrznych Republiki Chińskiej.  10 października 1918, zastąpił Duana Qirui jako tymczasowy premier, rządził przez osiem miesięcy do 13 czerwca 1919, kiedy to złożył oba urzędy. Jego następcą na stanowisku premiera został Gong Xinzhan.
Zmarł w 1924 roku.